# باندورائيات
باندورائيات (الاسم العلمي: Pandoraea) هي جنس من البكتيريا، سلبية الغرام، تتبع البيركهولدرات.